# Karwinskia tehuacana
Karwinskia tehuacana là một loài thực vật có hoa trong họ Táo. Loài này được R. Fernández & N. Waksman mô tả khoa học đầu tiên năm 1992.